# Haider Al-Abadi
Haider Djawad Qadhim Al-Abadi (în arabă:حيدر جواد كاظم العبادي, născut la 25 aprilie 1952 la Bagdad) este un politician irakian, cu rădăcini libaneze, primul ministru al Irakului din data de 11 august 2014, când a fost numit în această funcție de către președintele Fuad Masum și până în 2018. În trecut a fost purtătorul de cuvânt al Partidului șiit „Dawwa”. Ca profesia lui de bază Al-Abadi este inginer electronist.

## Tinerețea in Irak
Haider Al-Abadi s-a născut în 1952 la Bagdad într-o familie de arabi șiiți. Tatăl sau, dr.Djawad Al-Abadi, medic, a fost director de spital și inspector în Ministerul Sănătății al Irakului. Mama sa, născută în Liban, a petrecut majoritatea vieții ei în orașul Nadjef. În anul 1979 tatăl a fost concediat de regimul Saddam Hussein și a fost nevoit să plece în exil la Londra, unde ulterior a murit și a fost înmormântat.
Haider Al-Abadi si-a petrecut copilăria in cartierul de est Qarada al Bagdadului. El a învățat la liceul Al-Idadiya al Markaziya. În 1967, la 15 ani, a aderat la Partidul „Apelul Islamic” „Dawwa”.
Al-Abadi a studiat ingineria electrotehnică la Universitatea tehnică din Bagdad, terminând licența în anul 1975.

## Anii în Anglia
În a doua jumătate a anilor 1970 el a plecat la studii în Anglia, rămânând acolo în exil până în anul 2003. În anul 1980 el a terminat doctoratul in ingineria electrică și electronică la Universitatea Manchester. În Anglia Al-Abadi s-a specializat în servicii de consilier în domeniul transportului rapid și a stat în fruntea unei companii. 
În 1982 doi din frații săi au fost arestați și executați din ordinul regimului Saddam Hussein, din cauza apartenenței lor la partidul șiit. Un al treilea frate a fost condamnat la 10 ani închisoare. Din cauza activității sale politice ostile regimului, i s-a anulat în anul 1983 pașaportul irakian. 

## Revenirea în Irak
După întoarcerea sa în Irak în anul 2003, în urma răsturnării regimului lui Saddam Hussein în cursul Războiului din Irak, Al-Abadi a fost numit consilier al primului ministru Nur Al-Maliki, a fost apoi ministru al comunicațiilor și vicepreședinte al Parlamentului (iulie 2014)
Al-Abadi a fost din anul 2006 membru al Parlamentului irakian, în care a prezidat comisia pentru economie, investiții și reconstrucție, apoi cea de finanțe.

## Prim ministru
Ajuns la conducerea guvernului în urma nemulțumirii generale față de conducerea lui Nuri Al-Maliki, una din primele decizii ale lui Al-Abadi a fost încetarea urmăririlor judiciare contra ziariștilor, inițiate de guvernul precedent .
Principala preocupare a guvernului Al-Abadi este,în continuare, războiul civil împotriva forțelor „Statului Islamic” (ISIS sau Califatul Levantului si al Irakului). Forțele guvernamentale și milițiile kurde peshmerga și unitățile șiite Hashd al Shaabi au avut oarecare succese, ca de pilda Bătălia de la Tikrit
dar fără vreun avantaj hotărâtor.
2 milioane de persoane s-au refugiat din locurile lor de domiciliu, continua atentatele frecvente având numeroase victime în locuri frecventate de public, moschei, piețe etc. 25 % din populație este șomeră.
După 30 iulie 2015 au izbucnit la Bagdad demonstrații populare împotriva corupției, cu sprijinul clerului șiit, care au silit Parlamentul să voteze la 11 august 2015 un pachet de reforme care vizează reducerea corupției si a risipirii resurselor publice. Au fost suprimate trei posturi de vicepreședinți ai țării, trei posturi de vicepremier și numeroase ministere și organizații de prisos. 
Haider Al-Abadi este căsătorit și are trei copii.